# Робер дьо Бурбулон
Граф Робер дьо Бурбулон (на френски: Robert de Bourboulon; * 17 август 1861, Версай, Франция; † 2 март 1932) е френски благородник, личен секретар на Фердинанд Сакс-Кобург-Готски, а по-късно шамбелан, церемониалмайстор и маршал на двора (до 1904 г.).

## Живот
През 1881 г. е назначен във Френското външно министерство. На 10 август 1887 г. постъпва на служба при княз Фердинанд като личен секретар.
Граф дьо Бурбулон поддържа много тесни връзки майката на Фердинанд – княгиня Клементина Бурбон-Орлеанска и българския дипломат Димитър Станчов. Той е автор на голяма част от речите и кореспонденцията на цар Фердинанд.
През 1892 г. е натоварен да води преговорите за бъдещия брак на Фердинанд с принцеса Мария-Луиза Бурбон-Пармска, като след осъществяването на този „проект“, има честта от името на княза да подари сватбения пръстен на бъдещата владетелка на България.
На 20 април 1893 г. граф дьо Бурбулон става Велик офицер на константиновия орден „Свети Георги“, по-късно е награден с „голямата австрийска лента“. През март 1905 г. е награден в Лондон с големия кръст на Кралския Викториански орден (GCVO).
По време на Балканската война (1912 – 1913) той отново е в България и отговаря за кореспонденцията с чуждестранните представители. На 1 януари 1913 г. по време на примирието е награден лично от цар Фердинанд с орден „Св. Александър“ II степен с мечове.
Погребан е в гробището Сен-Жермен (Saint-Germain-en-Laye) в Париж.

## Награди
- Орден „Свети Георги“ (1893)
- Голяма австрийска лента (1899)
- Руски орден Голяма лента на „Св. Ана“
- Голям кръст на Кралския орден Виктория (1905)
- Лента на Почетния легион
- Голяма лента на ордена „Св. Александър“ II степен с мечове (1913).